# Nupserha nitidior
Nupserha nitidior là một loài bọ cánh cứng trong họ Cerambycidae.